# Красовский, Пётр Ильич
Петр Ильич Красовский (9 ноября 1925, Волица — 10 июня 1966) — полный кавалер ордена Славы, в годы Великой Отечественной войны сапер 428-го отдельного сапёрного батальона (262 стрелковой дивизии, 39-й армии, 3-го Белорусского фронта), красноармеец.

## Биография
Родился 9 ноября 1925 года в селе Волица (ныне Андрушевского района Житомирской области Украины) в семье крестьянина. Окончил четыре класса местной школы.
Когда началась Великая Отечественная война оказался на оккупированной врагом территории. В ноябре 1943 года, когда советские войска отвоевали Киев и вышли с боями на линию Ивница—Степок—Яроповичи, Петр Красовский, которому исполнилось 18 лет, отправился навстречу своим и был мобилизован полевым военкоматом и направлен на двухмесячные курсы в город Шуя Ивановской области. Потом — в 262 стрелковую дивизию, которая заняла позиции и стояла в обороне на протяжении двух месяцев под Смоленском. В июне 1944 года 262 стрелковая дивизия принимала участие в штурме немецкого укрепленного узла под Витебском. Петр Красовский в это время служил в 428-м отдельном сапёрном батальоне, который входил в состав 262-й стрелковой дивизии, 84-го стрелкового корпуса, 39-й армии, 3-го Белорусского фронта. За ратные подвиги под Витебском Петра Красовского наградили орденом Славы III-й степени. 
После освобождения Белоруссии саперный батальон и 262 дивизия стояли в обороне уже на территории Литовской ССР. В одной из операций по разминированию Петра ранило. После госпиталя снова попал в свою дивизию. За боевые подвиги, проявленные в боях за освобождение Литвы от фашистов, Петр Красовский награждён орденом Славы II степени. В это время и стал коммунистом. Он также принимал участие в боях за город-крепость Кёнигсберг. Указом Президиума Верховного Совета СССР от 29 июня 1945 года рядовой Петр Красовский был награждён орденом Славы I степени. 
После разгрома фашистской Германии дивизия, в которой воевал П. И. Красовский, из Восточной Пруссии была за 15 суток переброшена через Белоруссию, Москву до Читы. В Монголии вступила в бой с кавалерийским корпусом японцев, который был уничтожен. Япония капитулировала. 
В родное село Петр Красовский вернулся в 1950 году, работал в колхозе. С сентября 1951 года трудился экспедитором, заведующим складом, начальником охраны на Андрушевском сахарозаводе. Умер 10 июня 1966 года.

## Память
В городе Андрушевке на Аллее Славы, установлен бюст Петра Красовского.

## Ссылка
- Сайт города Андрушевки